# Меліоративнівська селищна рада
Меліоративнівська се́лищна ра́да — адміністративно-територіальна одиниця та орган місцевого самоврядування в Новомосковському районі Дніпропетровської області. Адміністративний центр — селище міського типу Меліоративне.

## Загальні відомості
- Населення ради: 4 284 особи (станом на 1 січня 2013 року)

## Населені пункти
Селищній раді підпорядковані населені пункти:
- смт Меліоративне

## Історія
Дніпропетровська обласна рада внесла в адміністративно-територіальний устрій області такі зміни: рішенням від 28 листопада 2002 року: — у Новомосковському районі уточнила назву Меліоративної селищної ради на Меліоративнівську.

## Склад ради
Рада складається з 24 депутатів та голови.

### Депутати
За результатами місцевих виборів 2010 року депутатами ради стали:

#### За суб'єктами висування
| Суб'єкт висування           | Кількість обраних депутатів | %    |
| --------------------------- | --------------------------- | ---- |
| Партія регіонів             | 10                          | 41,7 |
| Самовисування               | 9                           | 37,5 |
| Комуністична партія України | 5                           | 20,8 |

#### За округами
| № округу                    | Прізвище, ім'я, по батькові    | Дата визнання обраним | Освіта             | Партійна приналежність              | Відомості про обраного депутата                                                                                          |
| --------------------------- | ------------------------------ | --------------------- | ------------------ | ----------------------------------- | --- |
| Комуністична партія України |                                |                       |                    |                                     | |
| 4                           | Земляков Сергій Володимирович  | 03.11.2010            | вища               | член Комуністичної партії України   | ТОВ «НЗМС», плавильник                                                                                                   |
| 6                           | Самарець Зоя Василівна         | 03.11.2010            | середня            | член Комуністичної партії України   | приватне підприємство «Бродськая», продавець                                                                             |
| 14                          | Коптела Віра Михайлівна        | 03.11.2010            | середня            | член Комуністичної партії України   | пенсіонер |
| 16                          | Баланенко Віктор Васильович    | 03.11.2010            | середня            | член Комуністичної партії України   | тимчасово не працює |
| 19                          | Єгорова Лідія Павлівна         | 03.11.2010            | середня спеціальна | член Комуністичної партії України   | комунальне підприємство «Гарант», бухгалтер                                                                              |
| Партія регіонів             |                                |                       |                    |                                     | |
| 5                           | Скорупа Наталія Миколаївна     | 03.11.2010            | середня            | член Партії регіонів                | ЗАО «Оріль-Лідер», бухгалтер                                                                                             |
| 8                           | Кравченко Надія Павлівна       | 03.11.2010            | вища               | член Партії регіонів                | пенсіонер |
| 9                           | Юдкіна Людмила Михайлівна      | 03.11.2010            | вища               | член Партії регіонів                | пенсіонер |
| 12                          | Дубіч Іван Іванович            | 03.11.2010            | вища               | член Партії регіонів                | ДОТВ АКУ, головний спеціаліст 2 відділ досліджень та розслідувань                                                        |
| 13                          | Чабаненко Тетяна Дмитрівна     | 03.11.2010            | середня            | член Партії регіонів                | домогосподарка |
| 15                          | Лопатіна Лідія Вакилівна       | 03.11.2010            | вища               | член Партії регіонів                | управління праці та соціального захисту населення Новомосковської районної державної адміністрації, заступник начальника |
| 17                          | Акімов Володимир Петрович      | 03.11.2010            | вища               | член Партії регіонів                | ТОВ «Ферміна», охоронець                                                                                                 |
| 21                          | Колісник Володимир Петрович    | 03.11.2010            | середня            | член Партії регіонів                | хлібокомбінат № 11, водій                                                                                                |
| 22                          | Некрасова Вікторія Дмитрівна   | 03.11.2010            | середня спеціальна | член Партії регіонів                | пенсіонер |
| 23                          | Пономаренко Людмила Василівна  | 03.11.2010            | середня спеціальна | член Партії регіонів                | Меліоративненьська селищна рада, секретар виконкому                                                                      |
| Самовисування               |                                |                       |                    |                                     | |
| 1                           | Застава Ганна Михайлівна       | 03.11.2010            | вища               | позапартійна                        | комунальний заклад «Меліоративненський селищний будинок культури», художній керівник                                     |
| 2                           | Гвоздик Раїса Григорівна       | 03.11.2010            | середня            | позапартійна                        | пенсіонер |
| 3                           | Осадча Юлія Олександрівна      | 03.11.2010            | середня            | позапартійна                        | комунальний заклад дошкільний навчальний заклад «Ромашка», вихователь                                                    |
| 7                           | Кутовий Олексій Іванович       | 03.11.2010            | вища               | член Політичної партії «Фронт Змін» | приватний підприємець «Кутовий І. І.», директор                                                                          |
| 10                          | Смирнова Людмила Олександрівна | 03.11.2010            | середня            | позапартійна                        | домогосподарка |
| 11                          | Ліснянський Степан Якович      | 03.11.2010            | середня            | позапартійний                       | пенсіонер |
| 18                          | Устименко Олександр Петрович   | 03.11.2010            | вища               | позапартійний                       | Меліоративненьська селищна рада, заступник голови                                                                        |
| 20                          | Агєєва Тамара Василівна        | 03.11.2010            | середня спеціальна | позапартійна                        | ВАТ «Новомосковський завод залізобетонних виробів», комірник                                                             |
| 24                          | Черкаська Катерина Анатоліївна | 03.11.2010            | середня            | позапартійна                        | Меліоративненська загальноосвітня школа, чергова                                                                         |